# Complexe sportif de la Concorde de Kintélé
Le complexe sportif de la Concorde de Kintélé est un centre olympique situé à Kintélé, dans la banlieue nord de Brazzaville. Inauguré par le président Denis Sassou Nguesso le 1er septembre 2015, il a abrité du 4 au 19 septembre 2015, les Jeux africains de 2015.

## Construction
Le complexe occupe une superficie de 80,43 hectares, dont 20 hectares pour les voiries et parking. Le coût s'est élevé à plus de 380 milliards de Franc CFA avec la participation de 4 500 ouvriers, dont 1 500 chinois et 2 500 congolais issus de quatre sociétés de construction, China State Construction Engineering, Zhengwei Technique Congo, Sinhydro et Procob. La durée du chantier a été de 27 mois.

## Équipements

### Sportifs
Il dispose d'un stade olympique  de 60 000 places, d'un palais des sports de 10 000 places et d'un complexe nautique de 2 000 places.

### Autres
On y trouve des hôtels, un centre média et administratif, un café et restaurant, un centre d'exposition, un village olympique et un héliport.